# Rhinomyias

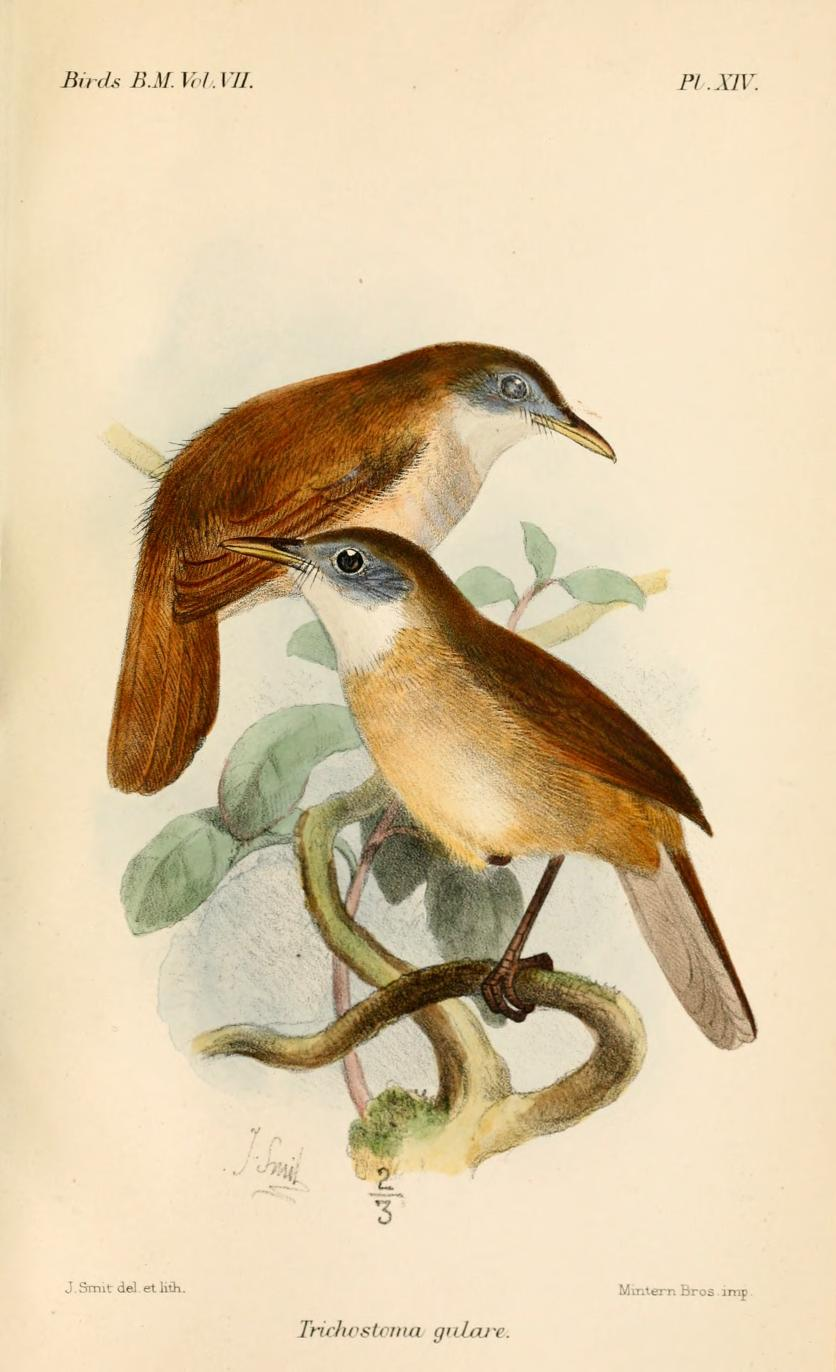
Rhinomyias gularis

Rhinomyias Sharpe, 1879 est un genre obsolète d’oiseaux de la famille des Muscicapidae.
S'appuyant sur diverses études phylogéniques, le Congrès ornithologique international (classification version 4.1, 2014) supprime ce genre et déplace ses espèces dans les genres Cyornis, Eumyias et Vauriella.

## Liste d'espèces
Liste des espèces de ce genre d'après le Congrès ornithologique international jusqu'à sa classification version 3.5 (2013) et genres dans lesquels elles ont été transférées.
- déplacée vers Eumyias :
  - Rhinomyias additus – Gobemouche à gorge rayée
- déplacée vers Cyornis :
  - Rhinomyias oscillans – Gobemouche de Florès
  - Rhinomyias brunneatus – Gobemouche à poitrine brune
  - Rhinomyias nicobaricus – (?)
  - Rhinomyias olivaceus – Gobemouche à dos olive
  - Rhinomyias umbratilis – Gobemouche ombré
  - Rhinomyias ruficauda – Gobemouche à queue marron
  - Rhinomyias colonus – Gobemouche à queue henné
- déplacée vers Vauriella :
  - Rhinomyias gularis – Gobemouche bridé
  - Rhinomyias albigularis – Gobemouche de Negros
  - Rhinomyias insignis – Gobemouche de Luçon
  - Rhinomyias goodfellowi – Gobemouche de Goodfellow